# Katzer Károly Mihály
Katzer Károly Mihály (Csepel, 1896. május 20. – Budapest, Csepel, 1972. augusztus 31.) válogatott labdarúgó, csatár, jobbszélső, edző.

## Családja
Katzer József és Faszberger Terézia fiaként született. Felesége Diaz Del Valle Mária volt, akivel 1932-ben Havannában (Kuba) kötött házasságot.

## Pályafutása

### Klubcsapatban
A Vasas labdarúgója volt. Kivételesen gyors, kapura veszélyes szélső játékos volt, aki mindkét lábbal jól kezelte a labdát.
Az 1920-as években Kubában játszott. Csapattársai között volt a szintén magyar válogatott Pipa István és Strauss Lajos is.

### A válogatottban
1922-ben egy alkalommal szerepelt a magyar labdarúgó-válogatottban.

## Sikerei, díjai
- Magyar bajnokság
  - 3.: 1924–25, 1925–26

### Edzőként
1934-ben és 1947–48-ban a kubai labdarúgó válogatott szövetségi kapitány volt. Hazatérése után nem kapott edzői állást. A Csepel csapatának a gyúrója volt egy ideig.

## Statisztika

### Mérkőzése a válogatottban
| Magyarország | Magyarország    | Magyarország | Magyarország  | Magyarország | Magyarország | Magyarország | Magyarország | Magyarország |
| #            | Dátum           | Helyszín     | Hazai         | Eredmény     | Vendég       | Kiírás       | Gólok        | Esemény      |
| ------------ | --------------- | ------------ | ------------- | ------------ | ------------ | ------------ | ------------ | ------------ |
| 1.           | 1922. május 14. | Krakkó       | Lengyelország | 0 – 3        | Magyarország | barátságos   | -            |              |
|              | Összesen        |              |               | 1            | mérkőzés     |              | 0            | gól          |